# Anna de Mazovie
 (novembre 2024).
Anne de Mazovie (née vers 1498 ; décédée après le 26 janvier 1557) est une princesse polonaise, duchesse titulaire de Mazovie. Elle est la dernière représentante de la branche mazovienne de la maison Piast.
Elle est la deuxième fille de Conrad III de Mazovie et d'Anna Radziwiłł, et la sœur de Janusz III, Stanislas et Sophie, épouse d'Étienne VII Báthory (hu).

## Biographie

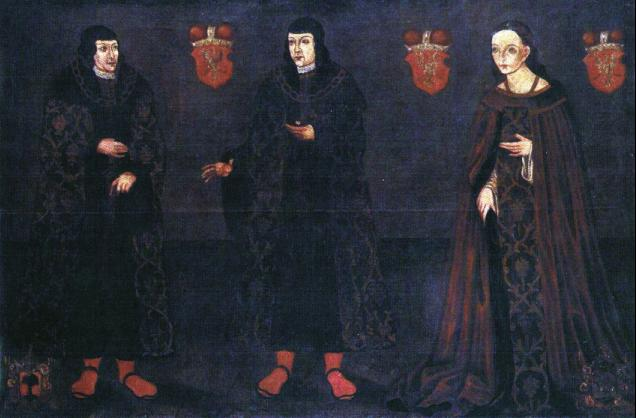
Les derniers Piasts de Mazovie : Janusz (gauche), Stanislas (centre) et Anne (droite)

Après la mort de son frère Janusz III, un groupe de nobles puissants de la cour de Mazovie tente de maintenir le statut juridique distinct de la Mazovie et d'empêcher son incorporation dans le royaume de Pologne qui l'entoure. En 1526, ce groupe proclame Anne duchesse, dernière représentante de la famille (sa sœur aînée Sophie était encore en vie à l'époque). Cette résistance à l'incorporation du duché, due en grande partie à la crainte de perdre leur importance, est également alimentée par des forces politiques désireuses de maintenir le statut de fiefs. Dans cet état, la Mazovie aurait été unie dans la résistance contre la Couronne et aurait également soutenir la maison de Habsbourg dans sa lutte d'influence contre la Pologne en Moldavie.
En 1536, Anne conclut un mariage avec Stanisław II Odrowąż. En conséquence, le roi refuse de leur rendre leurs biens en échange de 10 000 ducats. Cela provoque un conflit entre le couple et Sigismond Ier le Vieux, qui prive le marié de ses fonctions. Le conflit se termine avec la Diète de 1537, qui oblige Anne et son mari à prêter serment devant le roi et à renoncer aux droits héréditaires de Mazovie au profit de la Couronne.
Après avoir quitté la Mazovie, Anne s'installe temporairement à Odrowąż et Sprowa, près de la ville de Kielce. Le reste de sa vie se déroule principalement au château de Jarosław, où, vers 1540, elle a son unique enfant, Sophie.
Anne décède et est enterrée à Jarosław.
Elle est l'ancêtre de Marie Leszczynska, future reine de France par son mariage avec Louis XV.